# Bidzina Ivanisjvili
Bidzina Ivanisjvili (georgisk: ბიძინა ივანიშვილი, født 18. februar 1956 i Tjorvila), også kendt med fornavnet Boris, er en georgisk forretningsmand og politiker. Han blev 25. oktober 2012 valgt til landets premierminister.
Ivanisjvili begyndte som forretningsmand i 1990, da han var med til at etablere bankvirksomhed. Han købte virksomheder i minesektoren i Rusland under privatiseringen af statsejendom der og tjente på at sælge disse videre. Midlerne blev investeret i russiske aktier og ejendom. Ivanisjvili har ejerinteresser i hotelsektoren og ejer en apotekkæde i Rusland. Han blev i marts 2012 af magasinet Forbes betragtet som den rigeste person i Georgien og blandt de 200 rigeste i verden.
Ivanisjvili har drevet forretninger i Rusland, hvor han også har haft statsborgerskab. I 2004 fik han statsborgerskab i Frankrig og da dette blev kendt, blev han i 2011 frataget sit georgiske statsborgerskab. Kun georgiske statsborgere kan etablere partier og være partiledere i Georgien. Myndighederne konfiskerede i 2011 midler fra Ivanisjvilis bankvirksomhed og anholdt bankansatte efter anklager om hvidvaskning af penge. I 2012 blev Ivanisjvili pålagt en bøde på 90,9 millioner amerikanske dollar for ulovlig partifinansiering.
Ivanisjvili står i spidsen for partiet Georgiens Drøm, grundlagt i opposition til præsident Mikheil Saakasjvili og hans parti Den Forenede Nationale Bevægelse. Ved parlamentsvalget i oktober 2012 fik Ivanisjvilis parti flertal i nationalforsamlingen.